# Edmond Favre
Edmond Favre (* 26. Juli 1812 in Genf; † 26. Mai 1880 ebenda) war ein Schweizer Jurist, Gutsbesitzer und Politiker aus Genf.

## Leben
Edmond Favre war der Sohn von Guillaume Favre (1770–1851) und Catherine Favre geb. Bertrand (1783–1841). Seine Geschwister waren der Geologe Alphonse (1815–1890) und Emilie (* 1824). Er heiratete Henriette Marie Sarasin, Tochter des Genfer Politikers François-Paul Sarasin. Das Paar hatte drei Kinder: Alphonse (1845–1914), William (1843–1918) und Alice (1851–1929).
Edmond Favre studierte Rechtswissenschaft an der Genfer Akademie. Er unternahm eine ausgedehnte Reise nach Italien. Nach seiner Rückkehr verwaltete er die grosse Domäne La Grange in Eaux-Vives bei Genf, die sein Grossvater François Favre (1736–1814) erworben hatte. Durch Edmond Favre und später seinen Sohn William erfuhr der Park eine Neugestaltung als englischer Landschaftspark. 1918 kam die Domäne als Schenkung an die Stadt Genf.

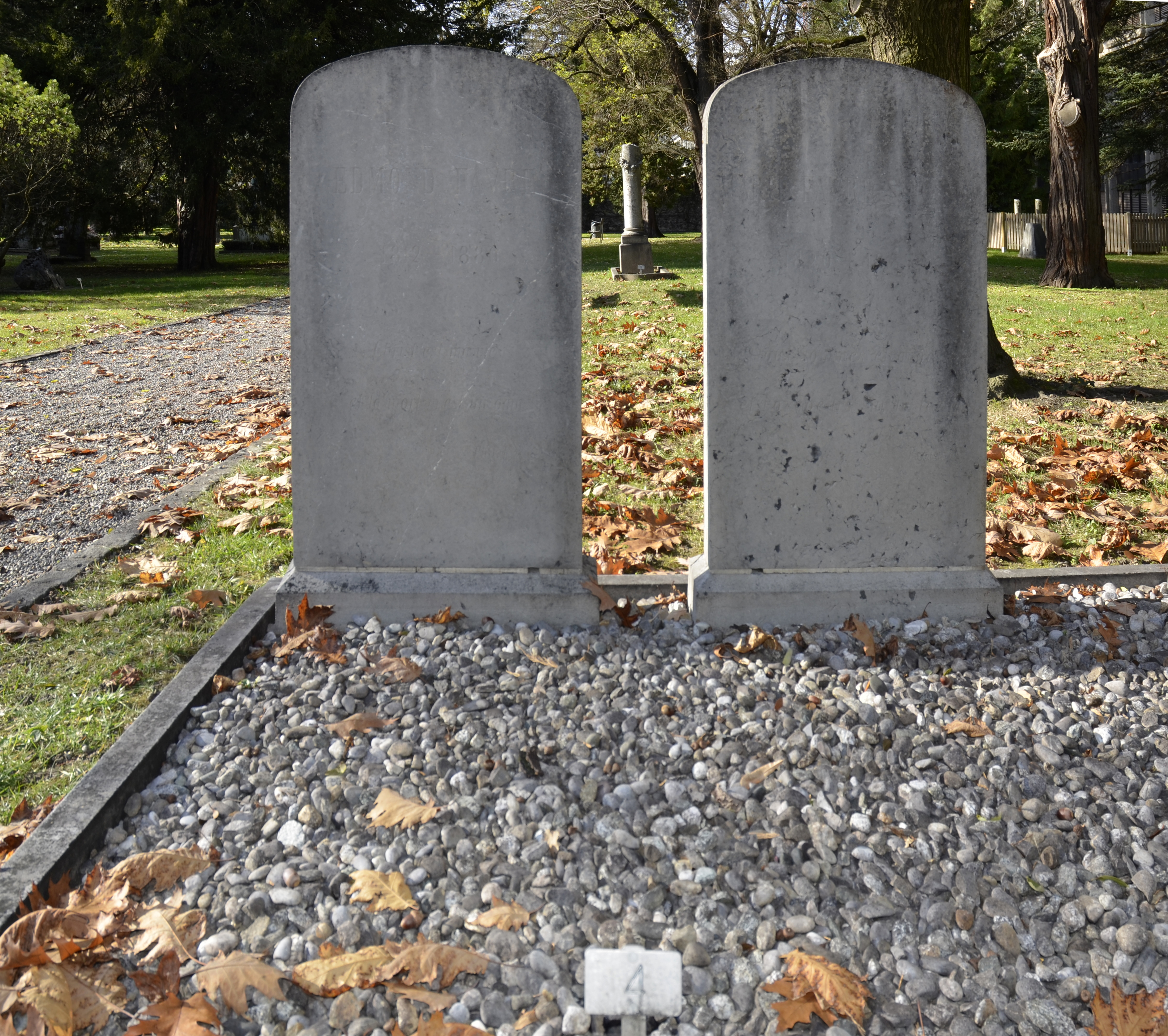
Grab von Edmond und Marie Favre im Cimetière des Rois in Genf

Er wurde 1862 in den Verfassungsrat des Kantons Genf gewählt und war von 1862 bis 1864 Mitglied des Kantonsparlaments.
Im Jahr 1864 fand auf Edmond Favres Einladung in der Villa La Grange die Schlusssitzung der von Henry Dunant geleiteten Konferenz statt, auf welcher die erste Genfer Konvention unterzeichnet wurde. Von 1866 bis 1880 war Favre Mitglied des Internationalen Komitees des Roten Kreuzes. Auch seine Tochter Alice Favre engagierte sich in der Rotkreuzbewegung als Präsidentin der Société des Dames de la Croix-Rouge de Genève und der Société genevoise de la Croix-Rouge und im Rat des Schweizerischen Roten Kreuzes.